# Langfelder Ferenc
Langfelder Ferenc (Újpest, 1882–1944) magyar nemzeti labdarúgó-játékvezető, sportvezető. A nyilas-hatalom idején, 62 éves korában elhurcolták. Polgári foglalkozása tőzsdebizományos cégtulajdonos, sportvezető.

## Pályafutása
1902-ben az UTE harmadik labdarúgó csapatában, csatár poszton játszott.
Játékvezetésből 1903-ban Budapesten, a Bíróvizsgáló Bizottság (BB) előtt UTE csapatbíróként vizsgázott. Az MLSZ által üzemeltetett labdarúgó bajnokságokban kezdte sportszolgálatát. Az MLSZ BB javaslatára NB II-es, majd 1906-tól NB I-es bíró. Küldési gyakorlat szerint rendszeres partbírói szolgálatot is végzett. 1904–1908 között a futballbíráskodás második generációjának legjobb játékvezetői között tartják nyilván. A nemzeti játékvezetéstől 1919-ben visszavonult. NB I-es mérkőzéseinek száma: 54.
| Időpont              | Helyszín                     | Mérkőzés típusa          | Mérkőzés       | Eredmény | Nézők száma |
| -------------------- | ---------------------------- | ------------------------ | -------------- | -------- | ----------- |
| 1906. szeptember 23. | Amerikai úti pálya, Budapest | első NB I-es mérkőzése   | MTK–Typograhia | 7 – 2    | Zárt kapuk  |
| 1919. szeptember 7.  | Hungária krt, Budapest       | utolsó NB I-es mérkőzése | MAFC - MTK     | 0 – 9    | 5000        |

1926-tól az Újpest igazgatója, intézője és társelnöke. Az MLSZ tagja, a Magyar Futballbírák Testülete (JT) alelnöke, társelnöke és a harmadik elnöke. Elsőként tanított a játékvezetői módszerről (taktikáról), a pálya (játéktér) hasznos, az egész terület kihasználásának módjáról. Pedagógiai, szakmai felkészültségével egyre nagyobb teljesítményekre - fizikai és szellemi - ösztönözte a játékvezetőket.
Kitűnő sporthírlapíró, a Sportvilág, a Sporthírlap, a Magyar Sportújság, de minden újság szívesen fogadta írásait, külföldön is jelentek meg lényegre rámutató értékes cikkei.